# 歴博本源氏物語
歴博本源氏物語（れきはくほんげんじものがたり）は、源氏物語の写本の一つ。現在大学共同利用機関法人人間文化研究機構が運営する博物館である国立歴史民俗博物館の所蔵である源氏物語の写本をこう呼ぶが、現在国立歴史民俗博物館の所蔵となっている写本はいくつか存在することから「歴博本（源氏物語）」と呼ばれるものには以下のようなものがある。
- 最広義では「若紫」、「絵合」、「行幸」、「柏木」、「鈴虫」及び「総角」の一部のみが現存する中山本源氏物語を含めた現在国立歴史民俗博物館の所蔵となっている全ての源氏物語の写本[1]。
- 広義では中山本源氏物語と呼び習わされたものを除いたものを除いた高松宮家旧蔵で現在は国立歴史民俗博物館の所蔵となっている帚木1帖の写本と手習1帖の写本[2]。
- 最狭義では上記のうち独特の別本の本文を持つ手習1帖のみの写本[3]。

## 中山本源氏物語
もと中山家の所蔵であった「若紫」、「絵合」、「行幸」、「柏木」、「鈴虫」及び「総角」の一部のみが現存する写本。

## 帚木帖
高松宮家旧蔵で現在は国立歴史民俗博物館蔵。帚木1帖のみの零本である。この写本の本文は全体としては青表紙本の系統に属するが、典型的な青表紙本とされる大島本などと比べると本写本独自の異文も多く含んでいる。

## 手習帖
高松宮家旧蔵で現在は国立歴史民俗博物館蔵。手習1帖のみの零本である。この写本が入っていた箱に「浮舟」と書かれていたために長く浮舟帖であるとと誤って伝えられてきた。この写本の本文は全体としては保坂本に近い別本である。しかしながら本写本の本文は目移りなどに起因すると見られる単純な誤写により生じたと見られる異文も数多く含むものの、単純な誤写によっては発生しないような別本としても特異な本文を数多く持っており、その中には現在知られているどの写本とも一致しないものの、梗概書が依拠している本文と一致すると見られるものも存在している。田坂憲二は、このような本文は源氏物語が聖典化される前の自由な態度で書写されていた頃の本文を反映しているのではないかとしている。

## 影印本
- 国立歴史民俗博物館館蔵史料編集会編『貴重典籍叢書 国立歴史民俗博物館蔵 文学篇第17巻 物語 2』臨川書店、2000年3月。 ISBN 4-653-03581-4
- 国立歴史民俗博物館館蔵史料編集会編『貴重典籍叢書 国立歴史民俗博物館蔵 文学篇第18巻 物語 3』臨川書店、2002年6月。 ISBN 4-653-03582-2
- 『国立歴史民俗博物館蔵『源氏物語』「鈴虫」』伊藤鉃也・阿部江美子・淺川槙子編 新典社、2015年10月。 ISBN 978-4-7879-0637-3